# Prix Sud
Les prix Sud (Premios Sur) sont des prix remis depuis 2006 par l'Académie des arts et sciences cinématographiques d'Argentine. Ils sont avec les Condors d'argent les principales récompenses du cinéma argentin.

## Prix Sud du meilleur film
- 2006 : La Méthode de Marcelo Piñeyro
- 2007 : XXY de Lucía Puenzo
- 2008 : La Femme sans tête de Lucrecia Martel
- 2009 : Dans ses yeux de Juan José Campanella
- 2010 : L'Homme d'à côté de Mariano Cohn et Gastón Duprat
- 2011 : El Chino de Sebastián Borensztein
- 2012 : Enfance clandestine de Benjamín Ávila
- 2013 : Le Médecin de famille de Lucía Puenzo
- 2014 : Les Nouveaux Sauvages de Damián Szifrón
- 2015 : Refugiado de Diego Lerman
- 2016 : La luz incidente de Ariel Rotter
- 2017 : Zama de Lucrecia Martel
- 2018 : Rojo de Benjamín Naishtat

## Prix Sud du meilleur réalisateur
- 2006 : Alejandro Doria pour Las manos
- 2007 : Lucía Puenzo pour XXY
- 2008 : Lucrecia Martel pour La Femme sans tête
- 2009 : Juan José Campanella pour Dans ses yeux
- 2010 : Mariano Cohn et Gastón Duprat pour L'Homme d'à côté
- 2011 : Fernando Spiner pour Aballay
- 2012 : Benjamín Ávila pour Enfance clandestine
- 2013 : Lucía Puenzo pour Le Médecin de famille
- 2014 : Damián Szifrón pour Les Nouveaux Sauvages
- 2015 : Diego Lerman pour Refugiado
- 2016 : Ariel Rotter pour La luz incidente
- 2017 : Lucrecia Martel pour Zama
- 2018 : Benjamín Naishtat pour Rojo

## Prix Sud du meilleur scénario original
- 2006 : Daniel Burman pour Les Lois de la famille
- 2007 : Pablo Solarz pour ¿Quién dice que es fácil?
- 2008 : Lucrecia Martel pour La Femme sans tête
- 2009 : Mariano Llinás pour Historias extraordinarias
- 2010 : Andrés Duprat pour L'Homme d'à côté
- 2011 : Santiago Mitre pour El estudiante
- 2012 : Benjamín Ávila et Marcelo Müller pour Enfance clandestine
- 2013 : Juan Taratuto pour La reconstrucción
- 2014 : Damián Szifrón pour Les Nouveaux Sauvages
- 2015 : Diego Lerman et María Meira pour Refugiado
- 2016 : Andrés Duprat pour Citoyen d'honneur (El ciudadano ilustre)
- 2017 : Daniel Giménez Cacho pour Zama
- 2018 : Darío Grandinetti pour Rojo

## Prix Sud du meilleur premier film
- 2006 : Le Garde du corps de Rodrigo Moreno
- 2007 : XXY de Lucía Puenzo
- 2008 : Agnus Dei de Lucía Cedrón
- 2009 : El asaltante de Pablo Fendrik
- 2010 : Sin retorno de Miguel Cohan
- 2011 : El estudiante de Santiago Mitre
- 2012 : Les Acacias de Pablo Giorgelli
- 2013 : Antes de Daniel Gimelberg
- 2014 : De martes a martes de Gustavo Triviño
- 2015 : Cañada Morrison de Matías Lucchesi
- 2016 : Como funcionan casi todas las cosas de Fernando Salem

## Prix Sud de la meilleure actrice
- 2006 : Graciela Borges pour Las manos
- 2007 : Carolina Peleritti pour ¿Quién dice que es fácil?
- 2008 : Valeria Bertuccelli pour Un novio para mi mujer
- 2009 : Soledad Villamil pour Dans ses yeux
- 2010 : Érica Rivas pour Por tu culpa
- 2011 : Moro Anghileri pour Aballay
- 2012 : Natalia Oreiro pour Enfance clandestine
- 2013 : Julieta Díaz pour Corazón de León
- 2014 : Érica Rivas pour Les Nouveaux Sauvages
- 2015 : Dolores Fonzi pour Paulina
- 2016 : Natalia Oreiro pour Gilda, no me arrepiento de este amor

## Prix Sud du meilleur acteur
- 2006 : Jorge Marrale pour Las manos
- 2007 : Julio Chávez pour El otro
- 2008 : Oscar Martínez pour Les Enfants sont partis
- 2009 : Ricardo Darín pour Dans ses yeux
- 2010 : Daniel Aráoz pour L'Homme d'à côté
- 2011 : Ricardo Darín pour El Chino
- 2012 : Ernesto Alterio pour Enfance clandestine
- 2013 : Àlex Brendemühl pour Le Médecin de famille
- 2014 : Oscar Martínez pour Les Nouveaux Sauvages
- 2015 : Joaquín Furriel pour El patrón, radiografía de un crimen
- 2016 : Oscar Martínez pour Citoyen d'honneur (El ciudadano ilustre)